# 前田駒次
前田 駒次（まえだ こまじ、安政5年1月14日（1858年2月27日） - 昭和20年（1945年）2月20日）は、日本の政治家。北海道開拓者として渡道し、北海道会議員（第3期 - 第9期）および議長（第9期）、初代野付牛町長をつとめた。開拓者・政治家として同地域の発展に貢献したことから、「北見開拓の父」とも呼ばれる。

## 生涯
安政5年（1858年）1月14日（1月10日とも）、土佐国長岡郡下関村で、父・志和敬七、母・くすの3男として誕生する。明治13年（1880年）、武市安哉・坂本直寛・片岡健吉らとともに自由民権運動に参入する。地域の支援を受け、本山村外11ヶ村の学務委員および自治区造成委員を務める。明治21年（1888年）に、本山村・前田儀太郎の長女である寒と結婚し、婿養子となる。
1892年（明治25年）、武市に声をかけられたことを契機として、北海道樺戸郡浦臼の聖園農場開拓に参加する。同地において、前田は北見地域でははじめてとなる稲作に取り組み、結実に成功させている。その後、明治28年（1895年）ごろ、沢本楠弥に請われ、常呂郡クンネップ原野の北光社農場設立に参与する。1904年（明治37年）には、北光社の支配人となる。前田は、農場用地の売却をおこなった。また、所定期間内に開墾を終えた入植者に、土地の半分を無償で贈与する施策を実行したほか、開拓困難な低湿地帯を政府に返還した。これらの施策により、当時不安定であった北光社の経営はある程度安定した。1914年（大正3年）には北光社農場は札幌の資産家である黒田四郎に移譲され、北光社は活動を終了した。
1907年（明治40年）、網走支庁より立候補し、第3期北海道会議員に当選する。その後、1932年（昭和7年）の9期議会まで、以来7期におよぶ議員生活を送る。9期議会においては、議長も務めた。また、道議会議員と兼職で、1916年（大正5年）から1920年（大正9年）9月までの5年間、初代野付牛町長をつとめた。 1945年（昭和20年）2月20日、北見市の自邸で逝去した。